# Los Comellarets
Los Comellarets o també les Casetes, és una entitat de població del municipi de Flix situada a la part més alta de la població.
L'any 2019 tenia 830 habitants. En aquest barri es troben dos dels edificis d'ensenyament: l'Escola Enric Grau Fontseré i l'IES Flix.